# 8. korpus (Kopenska vojska ZDA)
Za druge 8. korpuse glejte 8. korpus.
8. korpus (izvirno angleško VIII Corps) je bil korpus Kopenske vojske Združenih držav Amerike.